# Savinien Lapointe
Pour les articles homonymes, voir Lapointe.
 (février 2012).
Si vous disposez d'ouvrages ou d'articles de référence ou si vous connaissez des sites web de qualité traitant du thème abordé ici, merci de compléter l'article en donnant les références utiles à sa vérifiabilité et en les liant à la section « Notes et références ».
Œuvres principales
Une voix d’en bas (1844)
Les Echos de la Rue (1850)
Savinien Lapointe (28 février 1812, Sens – 29 décembre 1893, Soucy) est un poète, chansonnier et goguettier français du XIXe siècle.

## Biographie
Savinien Lapointe naît à Sens, le 28 février 1812. Son père est cordonnier et sa mère femme de ménage. Lorsqu'il est jeune, son père tombe malade et doit rester en hôpital. Savinien est obligé de partir vivre à la campagne chez son grand-père. Par la suite, sa famille étant d'une très grande pauvreté, il quitte la maison pour aller travailler comme ouvrier-cordonnier au sein d’une association. C'est là que Savinien se perfectionne dans l'art de la cordonnerie. Si la journée il travaille beaucoup et consciencieusement, il profite de son temps libre le soir pour lire.
En 1830, le roi Charles X tente de prendre le pouvoir, provoquant une révolte de 3 jours dans Paris : ce sont les Trois Glorieuses. Se font face les bonapartistes, les royalistes et les républicains. Savinien Lapointe se fait combattant dans le camp de Bonaparte.  Arrêté, et sur le point d'être fusillé, il est sauvé in extremis.
En 1832, il est incarcéré à Sainte-Pélagie pour des raisons politiques. Sorti de prison, il se marie, et a deux enfants. Il publie ses premières poésies dans la Ruche Populaire, un journal écrit par des ouvriers. La réputation de l'écrivain grandit rapidement. Il est déjà relativement connu de ses contemporains. Il devient ami avec le chansonnier Béranger, qui s’intéresse à ses œuvres.
En 1893, il a un accident qui l’oblige à prendre sa retraite dans l’Yonne, où il meurt brutalement peu après, à Soucy le 29 décembre 1893.

## Influences
Savinien Lapointe est inspiré par l’air de la campagne et la nature qui ont baigné son enfance. Lorsqu’il est engagé comme ouvrier-cordonnier, il lit Rousseau, ou les chansons populaires qu’écrit Béranger.
La ville de Paris et l’esprit révolutionnaire l'influencent : il écrit ainsi le poème « Les enfants de Paris » :
Un trône sans gloire

S'écroule en débris ;

À nous la victoire,

Enfants de Paris !
Il se forge une grande culture littéraire. Cependant, au fur et à mesure qu’il lit de la poésie, il supporte de moins en moins sa vie triste et ordinaire, qu’il décrit dans les premières lignes du poème « Mon profil » :
Je suis un inconnu, sans fortune et sans gloire,

Assez peu désireux de vivre dans l'histoire
Lors de son séjour en prison, il a le temps de compléter ses lectures. Il apprend la grammaire et les langues, et étudie la poésie, la philosophie, et la politique. Il se crée en même temps un style propre, dur et émouvant. On peut citer un extrait du poème : « À l’enfant qui arrache les ailes d’une mouche », qui reflète l’ambiguïté sentimentale de Lapointe  :
Ah! Le vilain enfant qui, le rire à la bouche,

Méchant sujet,

Casse l'aile d'argent d'une petite mouche

Qui voltigeait !

## Œuvres
Il écrit plusieurs recueils dont les deux plus connus sont « Une voix d’en bas » (publié en 1844), et « Les Echos de la Rue » (publié en 1850). Le premier recueil contient les poèmes : Conseils, l’Eventaire, A Lyon. Le deuxième comporte : Dédicace à Béranger, Moucheron l’Apprenti, A l’enfant qui arrache les ailes d’une mouche, C’est ainsi qu’elle est morte, Devant un magasin, Les enfants de Paris. Il publie aussi deux recueils de contes : « Il était une fois » et « En ce temps-là », ainsi qu’un chant : « Aux urnes ! ».
Il écrit pour sa filleule Savinienne un poème, « Lorsque vous marcherez » :
Ma filleule, quoiqu’il en coûte

À votre mère loin d’ici,

Allons ! il faut se mettre en route

Pour le village de Soucy
Ses textes sont axés sur la société et l'amélioration des conditions de vie des ouvriers. Un autre sujet également récurrent chez lui est la révolution de février :
Pendant trois jours entiers nous sommes-nous battus : 

Dieu sait comment alors ils drapent nos vertus.
 (« La Situation »).

## Critique littéraire
Il est déjà connu à son époque. Il a pour admirateurs Eugène Sue, Lammenais, Béranger son ami, George Sand ou Victor Hugo.
Eugène Sue note dans sa préface pour « Une voix d’en bas » : « Ce poète nous semble appelé, par la nature même de son esprit, à avoir une excellente action sur les masses ». Il dit sa poésie sévère mais patriotique, trait manifeste dans le chant « Aux urnes » :
Aux urnes !... Amis protestons,

C’est la paix, c’est la délivrance ;

C’est le salut, c’est l’espérance,

Votons, votons, votons !

Pour Dieu, pour l’Empire et la France.
On dispose d'une lettre que Victor Hugo a écrite au poète où il se déclare ému par sa poésie : « les hommes comme vous parmi le peuple, sont les flambeaux qui éclairent le travail des autres. », ce qu'illustre le poème « A Lyon » :
Debout, Lyon, debout, saisis scalpel et hache !

Un hideux monstre étale, avec rugissements,

Sa nudité lépreuse aux regards des passants ;

Rongeant deux maigres bras que la vermine tache.

## Hommage
Une rue porte le nom de Savinien Lapointe à Sens, la ville où il est né.